# Lopakodó (film)
A Lopakodó (eredeti cím: Stealth) 2005-ben bemutatott amerikai military science fiction akciófilm, amelyet W. D. Richter forgatókönyvéből Rob Cohen rendezett. A főbb szerepekben Josh Lucas, Jessica Biel, Jamie Foxx, Sam Shepard, Joe Morton és Richard Roxburgh látható. 
A film három vadászpilótáról szól, akik egy automata robotizált lopakodó repülőgép kifejlesztésére irányuló projekthez csatlakoznak.
2005. július 29-én mutatta be a Columbia Pictures. Bevételi szempontból megbukott: világszerte 79 millió dolláros bevételt hozott a 135 millió dolláros költségvetésével szemben. Ez volt a filmtörténelem egyik legnagyobb anyagi kudarca.

## Cselekmény
A közeljövőben az amerikai haditengerészet kifejleszti az Extreme Deep Invader (EDI) vadászrepülőgépet, egy mesterséges intelligencia által irányított pilóta nélküli légi járművet, amelyet a Csendes-óceánon állomásoztatnak a USS Abraham Lincoln repülőgép-anyahajón, hogy Ben Gannon, Kara Wade és Henry Purcell tapasztalt pilótáktól tanulja meg a harci manővereket.
Egy küldetés során az EDI-t villámcsapás éri és önálló életre kel. Nem sokkal később nem hajlandó engedelmeskedni, és nem teljesíti a közvetlen parancsokat. Amikor rakétákat lő ki egy lopott nukleáris robbanófejeket szállító járműre, radioaktivitással szennyezve egy egész régiót, a pilóták azt a parancsot kapják, állítsák meg az EDI-t, mielőtt az háborút indítana. 
Miközben megpróbálják lelőni az EDI-t, Purcell egy hegynek repül és meghal. Később Wade elveszti az irányítást a repülője felett, de katapultál, mielőtt az lezuhanna Észak-Korea felett. Egyedül Gannon maradt, aki még kordában tarthatja vagy elpusztíthatja az EDI-t. Az EDI azóta aktivált egy 20 éves programot, amely a Wodka Termination nevű háborús forgatókönyvvel rendelkezik és orosz katonai bázisok megsemmisítésével foglalkozik.
Gannon repülőgépét és az EDI-t súlyosan megsebesítik a Szuhoj Szu-37-es vadászgépek, amikor belépnek az orosz légtérbe. Csak együttműködve tudják kiiktatni a védelmezőket. Gannon elkezdi elfogadni az EDI-t mint önálló pilótát. Megpróbálja rábeszélni a drónt a visszatérésre és EDI valóban rájön, hogy a sérülésekkel nem repülhet tovább. Egy ügyes repülési manőverrel Gannon eloltja a tüzet az EDI szárnyán. EDI-ben ekkor még érzelmek is kezdenek kialakulni. Segítségével Gannon képes megmenteni Wade-et Észak-Koreában. Kettejüknek csak azért sikerül megmenekülniük, mert EDI egy ellenséges helikopter útjába áll, és lőszerhiány miatt feláldozza magát a helikopterrel való ütközésben, végleg megsemmisülve.
A stáblista vége után egy további jelenetet látható, amelyben az EDI roncsai szétszóródnak a földön. Ahogy a kamera az EDI központi egysége felé közelít, hirtelen valami villogni kezd rajta, ekkor a film véget ér.

## Szereplők
| Színész            | Szerep                   | Magyar hang    |
| ------------------ | ------------------------ | -------------- |
| Josh Lucas         | Ben Gannon hadnagy       | Széles Tamás   |
| Jessica Biel       | Kara Wade hadnagy        | Kuthy Patrícia |
| Jamie Foxx         | Henry Purcell hadnagy    | Kálid Artúr    |
| Sam Shepard        | George Cummings százados | Trokán Péter   |
| Joe Morton         | Dick Marshfield százados | Bognár Tamás   |
| Richard Roxburgh   | Dr. Keith Orbit          | László Zsolt   |
| Wentworth Miller   | EDI (hangja)             | Kautzky Armand |
| Ebon Moss-Bachrach | Tim                      |                |
| David Andrews      | Ray                      |                |

## Fordítás
- Ez a szócikk részben vagy egészben  a   Stealth (film) című angol Wikipédia-szócikk fordításán alapul.  Az eredeti cikk szerkesztőit annak laptörténete sorolja fel. Ez a jelzés csupán a megfogalmazás eredetét és a szerzői jogokat jelzi, nem szolgál a cikkben szereplő információk forrásmegjelöléseként.